# Elezioni comunali in Toscana del 2011
Le elezioni comunali in Toscana del 2011 si tennero il 15 e 16 maggio, con ballottaggio il 29 e 30 maggio.

## Arezzo

### Arezzo
| Candidati                         | Candidati                   | Voti                        | %     | Liste                                   | Voti   | %     | Seggi |
| --------------------------------- | --------------------------- | --------------------------- | ----- | --------------------------------------- | ------ | ----- | ----- |
|                                   | Giuseppe Fanfani ✔️ Sindaco | 27.539                      | 51,21 | Partito Democratico                     | 18.154 | 39,28 | 16    |
| Sinistra Ecologia Libertà         | Giuseppe Fanfani ✔️ Sindaco | 27.539                      | 51,21 | 2.181                                   | 4,72   | 1     |       |
| Italia dei Valori                 | Giuseppe Fanfani ✔️ Sindaco | 27.539                      | 51,21 | 1.859                                   | 4,02   | 1     |       |
| Sinistra per Arezzo (FDS - Verdi) | Giuseppe Fanfani ✔️ Sindaco | 27.539                      | 51,21 | 1.839                                   | 3,98   | 1     |       |
| La Città di Tutti                 | Giuseppe Fanfani ✔️ Sindaco | 27.539                      | 51,21 | 549                                     | 1,19   | -     |       |
| Partito Socialista Italiano       | Giuseppe Fanfani ✔️ Sindaco | 27.539                      | 51,21 | 461                                     | 1,00   | -     |       |
|                                   | Grazia Sestini              | 14.195                      | 26,40 | Il Popolo della Libertà                 | 8.745  | 18,92 | 6     |
| Lega Nord                         | Grazia Sestini              | 14.195                      | 26,40 | 1.599                                   | 3,46   | 1     |       |
| La Destra                         | Grazia Sestini              | 14.195                      | 26,40 | 830                                     | 1,80   | -     |       |
| Seggio al candidato sindaco       | Seggio al candidato sindaco | Seggio al candidato sindaco | 26,40 | 1                                       |        |       |       |
|                                   | Luigi Lucherini             | 3.751                       | 6,97  | Progetto per Arezzo                     | 2.549  | 5,51  | 2     |
|                                   | Lucio Bianchi               | 3.175                       | 5,90  | Movimento 5 Stelle                      | 2.678  | 5,79  | 2     |
|                                   | Luigi Scatizzi              | 1.788                       | 3,32  | Nuovo Polo per Arezzo (FLI - UDC - API) | 1.930  | 4,18  | 1     |
|                                   | Armando Cherici             | 1.483                       | 2,76  | Noi Cittadini                           | 1.203  | 2,60  | -     |
|                                   | Francesco Macrì             | 1.452                       | 2,70  | Arezzo Domani                           | 1.241  | 2,68  | -     |
|                                   | Gabriele Chiurli            | 290                         | 0,54  | Unione Toscana                          | 311    | 0,67  | -     |
|                                   | Guglielmo De Marinis        | 105                         | 0,20  | Lega Autonomista Toscana                | 91     | 0,20  | -     |
| Totale                            | Totale                      | 53.778                      |       |                                         | 46.220 |       | 32    |

### Montevarchi
| Candidati                     | Candidati                   | Voti                        | %     | Liste                                                              | Voti   | %     | Seggi |
| ----------------------------- | --------------------------- | --------------------------- | ----- | ------------------------------------------------------------------ | ------ | ----- | ----- |
|                               | Francesco Maria Grasso      | 5.142                       | 40,67 | Partito Democratico                                                | 3.027  | 28,45 | 7     |
| La Sinistra per Montevarchi   | Francesco Maria Grasso      | 5.142                       | 40,67 | 553                                                                | 5,20   | 1     |       |
| Impresa e Innovazione         | Francesco Maria Grasso      | 5.142                       | 40,67 | 455                                                                | 4,28   | 1     |       |
| Italia dei Valori             | Francesco Maria Grasso      | 5.142                       | 40,67 | 445                                                                | 4,18   | 1     |       |
| Volontariato e Partecipazione | Francesco Maria Grasso      | 5.142                       | 40,67 | 304                                                                | 2,86   | -     |       |
|                               | Vincenzo Caciulli           | 3.149                       | 24,91 | Democratici per Caciulli Sindaco                                   | 1.266  | 11,90 | 2     |
| Sinistra Ecologia Libertà     | Vincenzo Caciulli           | 3.149                       | 24,91 | 514                                                                | 4,83   | -     |       |
| Direzione Montevarchi         | Vincenzo Caciulli           | 3.149                       | 24,91 | 457                                                                | 4,30   | -     |       |
| Federazione della Sinistra    | Vincenzo Caciulli           | 3.149                       | 24,91 | 308                                                                | 2,90   | -     |       |
| Seggio al candidato sindaco   | Seggio al candidato sindaco | Seggio al candidato sindaco | 24,91 | 1                                                                  |        |       |       |
|                               | Luciano Bucci               | 2.030                       | 16,06 | Prima Montevarchi                                                  | 1.054  | 9,91  | 1     |
| Lega Nord                     | Luciano Bucci               | 2.030                       | 16,06 | 440                                                                | 4,14   | -     |       |
| Seggio al candidato sindaco   | Seggio al candidato sindaco | Seggio al candidato sindaco | 16,06 | 1                                                                  |        |       |       |
|                               | Mauro Bindi                 | 1.511                       | 11,95 | Bindi Sindaco (Il Popolo della Libertà-Unione di Centro-La Destra) | 1.054  | 9,91  | -     |
| Nuovo PSI-Altri               | Mauro Bindi                 | 1.511                       | 11,95 | 186                                                                | 1,75   | -     |       |
| Seggio al candidato sindaco   | Seggio al candidato sindaco | Seggio al candidato sindaco | 11,95 | 1                                                                  |        |       |       |
|                               | Elisabetta Benini           | 618                         | 4,89  | Valdarno Insieme Montevarchi Insieme                               | 434    | 4,08  | -     |
|                               | Paolo Rigacci               | 192                         | 1,52  | Unione Toscana                                                     | 141    | 1,33  | -     |
| Totale                        | Totale                      | 12.642                      | 100   |                                                                    | 10.638 | 100   | 16    |

### Sansepolcro
| Candidati                                                          | Candidati                   | Voti                        | %     | Liste                                    | Voti  | %     | Seggi |
| ------------------------------------------------------------------ | --------------------------- | --------------------------- | ----- | ---------------------------------------- | ----- | ----- | ----- |
|                                                                    | Daniela Frullani            | 3.302                       | 32,90 | Partito Democratico                      | 1.908 | 22,72 | 7     |
| In Comune                                                          | Daniela Frullani            | 3.302                       | 32,90 | 614                                      | 7,31  | 2     |       |
| Partito Socialista Italiano                                        | Daniela Frullani            | 3.302                       | 32,90 | 311                                      | 3,70  | 1     |       |
|                                                                    | Fabrizio Innocenti          | 3.245                       | 32,33 | Il Popolo della Libertà                  | 1.193 | 14,21 | 1     |
| Per un Borgo Nuovo                                                 | Fabrizio Innocenti          | 3.245                       | 32,33 | 653                                      | 7,78  | 1     |       |
| Lega Nord                                                          | Fabrizio Innocenti          | 3.245                       | 32,33 | 425                                      | 5,06  | -     |       |
| Unione di Centro                                                   | Fabrizio Innocenti          | 3.245                       | 32,33 | 355                                      | 4,23  | -     |       |
| Futuro e Libertà per l'Italia                                      | Fabrizio Innocenti          | 3.245                       | 32,33 | 226                                      | 2,69  | -     |       |
| Seggio al candidato sindaco                                        | Seggio al candidato sindaco | Seggio al candidato sindaco | 32,33 | 1                                        |       |       |       |
|                                                                    | Danilo Bianchi              | 2.853                       | 28,43 | Democratici per Cambiare                 | 626   | 7,46  | 1     |
| La Sinistra (Sinistra Ecologia Libertà-Federazione della Sinistra) | Danilo Bianchi              | 2.853                       | 28,43 | 597                                      | 7,11  | 1     |       |
| Cittadini per Danilo Bianchi                                       | Danilo Bianchi              | 2.853                       | 28,43 | 516                                      | 6,15  | -     |       |
| Italia dei Valori                                                  | Danilo Bianchi              | 2.853                       | 28,43 | 434                                      | 5,17  | -     |       |
| Seggio al candidato sindaco                                        | Seggio al candidato sindaco | Seggio al candidato sindaco | 28,43 | 1                                        |       |       |       |
|                                                                    | Gianluca Polidori           | 363                         | 3,62  | Federalismo Democratico Unitario Toscana | 298   | 3,55  | -     |
|                                                                    | Mirco Giubilei              | 273                         | 2,72  | Viva Sansepolcro                         | 241   | 2,87  | -     |
| Totale                                                             | Totale                      | 10.036                      | 100   |                                          | 8.397 | 100   | 16    |

## Firenze

### Figline Valdarno
| Candidati                                                       | Candidati                   | Voti                        | %     | Liste                            | Voti  | %     | Seggi |
| --------------------------------------------------------------- | --------------------------- | --------------------------- | ----- | -------------------------------- | ----- | ----- | ----- |
|                                                                 | Riccardo Nocentini          | 5.250                       | 56,83 | Partito Democratico              | 3.579 | 42,09 | 8     |
| Sinistra per Figline (Socialisti Riformisti Laici Progressisti) | Riccardo Nocentini          | 5.250                       | 56,83 | 757                              | 8,90  | 1     |       |
| Italia dei Valori-Sinistra Ecologia Libertà                     | Riccardo Nocentini          | 5.250                       | 56,83 | 553                              | 6,50  | 1     |       |
| Progetto Famiglia                                               | Riccardo Nocentini          | 5.250                       | 56,83 | 191                              | 2,25  | -     |       |
|                                                                 | Clara Mugnai                | 2.812                       | 30,44 | Il Popolo della Libertà          | 1.334 | 15,69 | 3     |
| Lega Nord                                                       | Clara Mugnai                | 2.812                       | 30,44 | 539                              | 6,34  | 1     |       |
| Salvare il Serristori                                           | Clara Mugnai                | 2.812                       | 30,44 | 330                              | 3,88  | -     |       |
| Nuovo Polo per Figline                                          | Clara Mugnai                | 2.812                       | 30,44 | 242                              | 2,85  | -     |       |
| Seggio al candidato sindaco                                     | Seggio al candidato sindaco | Seggio al candidato sindaco | 30,44 | 1                                |       |       |       |
|                                                                 | Ilaria Bozzuffi             | 660                         | 7,14  | Movimento 5 Stelle               | 552   | 6,49  | 1     |
|                                                                 | Dmitrij Gabriellovic Palagi | 354                         | 3,83  | Federazione della Sinistra       | 313   | 3,68  | -     |
|                                                                 | Ilaria Poggesi              | 162                         | 1,75  | Verdi Ilaria Poggesi per Figline | 114   | 1,34  | -     |
| Totale                                                          | Totale                      | 9.238                       | 100   |                                  | 8.504 | 100   | 16    |

## Grosseto

### Grosseto
| Candidati                          | Candidati                              | Voti                        | %     | Liste                     | Voti   | %     | Seggi |
| ---------------------------------- | -------------------------------------- | --------------------------- | ----- | ------------------------- | ------ | ----- | ----- |
|                                    | Emilio Bonifazi Accede al ballottaggio | 20.909                      | 45,83 | Partito Democratico       | 11.506 | 28,38 | 12    |
| Riformisti per Grosseto - PSI      | Emilio Bonifazi Accede al ballottaggio | 20.909                      | 45,83 | 3.000                     | 7,40   | 3     |       |
| Unione di Centro - API             | Emilio Bonifazi Accede al ballottaggio | 20.909                      | 45,83 | 2.008                     | 4,95   | 2     |       |
| Italia dei Valori                  | Emilio Bonifazi Accede al ballottaggio | 20.909                      | 45,83 | 1.645                     | 4,06   | 1     |       |
| Grosseto Insieme                   | Emilio Bonifazi Accede al ballottaggio | 20.909                      | 45,83 | 1.609                     | 3,97   | 1     |       |
|                                    | Mario Lolini Accede al ballottaggio    | 16.154                      | 35,41 | Il Popolo della Libertà   | 7.852  | 19,37 | 5     |
| Nuovo Polo per Grosseto            | Mario Lolini Accede al ballottaggio    | 16.154                      | 35,41 | 4.051                     | 9,99   | 3     |       |
| Lega Nord                          | Mario Lolini Accede al ballottaggio    | 16.154                      | 35,41 | 875                       | 2,16   | -     |       |
| La Destra                          | Mario Lolini Accede al ballottaggio    | 16.154                      | 35,41 | 720                       | 1,78   | -     |       |
| Seggio al candidato sindaco        | Seggio al candidato sindaco            | Seggio al candidato sindaco | 35,41 | 1                         |        |       |       |
|                                    | Cristina Citerni                       | 3.795                       | 8,32  | Sinistra Ecologia Libertà | 2.076  | 5,12  | 1     |
| Federazione della Sinistra - Verdi | Cristina Citerni                       | 3.795                       | 8,32  | 1.187                     | 2,93   | -     |       |
| Seggio al candidato sindaco        | Seggio al candidato sindaco            | Seggio al candidato sindaco | 8,32  | 1                         |        |       |       |
|                                    | Giacomo Gori                           | 2.354                       | 5,16  | Movimento 5 Stelle        | 2.040  | 5,03  | 1     |
|                                    | Massimo Felicioni                      | 1.645                       | 3,61  | Grosseto Oggi             | 1.544  | 3,81  | 1     |
|                                    | Alessandro Bragaglia                   | 761                         | 1,67  | Lega Maremma - M.A.T.     | 362    | 0,89  | -     |
| Partito del Sud                    | Alessandro Bragaglia                   | 761                         | 1,67  | 61                        | 0,15   | -     |       |
| Totale                             | Totale                                 | 45.618                      |       |                           | 40.536 |       | 32    |

Ballottaggio
| Candidati | Candidati                  | Voti   | %     |
| --------- | -------------------------- | ------ | ----- |
|           | Emilio Bonifazi ✔️ Sindaco | 22.848 | 57,28 |
|           | Mario Lolini               | 17.041 | 42,72 |
| Totale    | Totale                     | 39.889 |       |

## Pisa

### Cascina
| Candidati                        | Candidati                   | Voti                        | %     | Liste                   | Voti   | %     | Seggi |
| -------------------------------- | --------------------------- | --------------------------- | ----- | ----------------------- | ------ | ----- | ----- |
|                                  | Alessio Antonelli           | 14.491                      | 66,87 | Partito Democratico     | 8.634  | 42,27 | 12    |
| Sinistra Ecologia Libertà        | Alessio Antonelli           | 14.491                      | 66,87 | 2.039                   | 9,98   | 2     |       |
| Italia dei Valori                | Alessio Antonelli           | 14.491                      | 66,87 | 1.436                   | 7,03   | 1     |       |
| Federazione della Sinistra       | Alessio Antonelli           | 14.491                      | 66,87 | 1.013                   | 4,96   | 1     |       |
| Partito Socialista Italiano      | Alessio Antonelli           | 14.491                      | 66,87 | 652                     | 3,19   | -     |       |
|                                  | Giacomo Cappelli            | 5.576                       | 25,73 | Il Popolo della Libertà | 2.504  | 12,26 | 2     |
| Si Amo Cascina e le Sue Frazioni | Giacomo Cappelli            | 5.576                       | 25,73 | 1.725                   | 8,45   | 2     |       |
| Lega Nord                        | Giacomo Cappelli            | 5.576                       | 25,73 | 842                     | 4,12   | 1     |       |
| Caccia Ambiente                  | Giacomo Cappelli            | 5.576                       | 25,73 | 275                     | 1,35   | -     |       |
| Seggio al candidato sindaco      | Seggio al candidato sindaco | Seggio al candidato sindaco | 25,73 | 1                       |        |       |       |
|                                  | Alberto Rocchi              | 879                         | 4,06  | Nuovo Polo per Cascina  | 775    | 3,79  | 1     |
|                                  | Sonia Avolio                | 726                         | 3,35  | Donne di Cascina        | 530    | 2,59  | -     |
| Totale                           | Totale                      | 21.672                      | 100   |                         | 20.425 | 100   | 24    |

## Siena

### Siena
| Candidati                              | Candidati                   | Voti                        | %     | Liste                   | Voti   | %     | Seggi |
| -------------------------------------- | --------------------------- | --------------------------- | ----- | ----------------------- | ------ | ----- | ----- |
|                                        | Franco Ceccuzzi ✔️ Sindaco  | 17.802                      | 54,71 | Partito Democratico     | 11.723 | 38,50 | 15    |
| Siena Futura                           | Franco Ceccuzzi ✔️ Sindaco  | 17.802                      | 54,71 | 2.230                   | 7,32   | 3     |       |
| Riformisti                             | Franco Ceccuzzi ✔️ Sindaco  | 17.802                      | 54,71 | 2.167                   | 7,12   | 2     |       |
| Sinistra Ecologia Libertà              | Franco Ceccuzzi ✔️ Sindaco  | 17.802                      | 54,71 | 1.397                   | 4,59   | 1     |       |
| Italia dei Valori                      | Franco Ceccuzzi ✔️ Sindaco  | 17.802                      | 54,71 | 738                     | 2,42   | -     |       |
| Federazione della Sinistra             | Franco Ceccuzzi ✔️ Sindaco  | 17.802                      | 54,71 | 663                     | 2,18   | -     |       |
|                                        | Alessandro Nannini          | 5.933                       | 18,23 | Il Popolo della Libertà | 4.346  | 14,27 | 5     |
| Lega Nord                              | Alessandro Nannini          | 5.933                       | 18,23 | 784                     | 2,57   | -     |       |
| Io Amo Siena                           | Alessandro Nannini          | 5.933                       | 18,23 | 319                     | 1,05   | -     |       |
| Movimento Difesa Senesità              | Alessandro Nannini          | 5.933                       | 18,23 | 73                      | 0,24   | -     |       |
| Seggio al candidato sindaco            | Seggio al candidato sindaco | Seggio al candidato sindaco | 18,23 | 1                       |        |       |       |
|                                        | Gabriele Corradi            | 5.445                       | 16,73 | Per Corradi Sindaco     | 1.481  | 4,86  | 1     |
| Liste Civiche Senesi                   | Gabriele Corradi            | 5.445                       | 16,73 | 1.392                   | 4,57   | 1     |       |
| Nuovo Polo per Siena (API - UDC - FLI) | Gabriele Corradi            | 5.445                       | 16,73 | 1.019                   | 3,35   | 1     |       |
| Seggio al candidato sindaco            | Seggio al candidato sindaco | Seggio al candidato sindaco | 16,73 | 1                       |        |       |       |
|                                        | Laura Vigni                 | 2.203                       | 6,77  | Sinistra per Siena      | 1.287  | 4,23  | 1     |
|                                        | Michele Pinassi             | 1.154                       | 3,55  | Movimento 5 Stelle      | 833    | 2,74  | -     |
| Totale                                 | Totale                      | 32.537                      |       |                         | 30.452 |       | 32    |